# Le Financier
Pour les articles homonymes, voir Financier (homonymie).
Le Financier est un quotidien algérien spécialisé dans l'information économique appartenant à Rafik Kazi-Tani.[réf. nécessaire], le journal n'est plus actif depuis 2015.
Le premier numéro de Le Financier Hebdo est lancé en 1996. Originellement, le titre se veut un outil de communication pour les entreprises nationales ou privées opérant en Algérie.
Hebdomadaire à ses débuts, il prend le format de quotidien sous le nom actuel, devenant la première référence de la presse économique en Algérie.[réf. nécessaire]

## Identité visuelle (logo)

logo du quotidien Le Financier.

## Rubriques
Les rubriques de ce quotidien sont :
- Algérie
- Afrique
- Monde
- Agro-alimentaire
- Automobile
- Aéronautique
- Indices & cotations
- Banque et assurance
- Chimie
- Distribution
- Électronique
- Énergie
- Équipement
- Immobilier et Bâtiment et travaux publics
- Informatique
- Internet
- Matières premières
- Médias
- Pharmacie
- Semi-conducteurs
- Services
- Transport
- Télécoms

## Édition en ligne
Le Financier dispose d'une édition en ligne juillet 2006. Une partie importante du contenu papier, comme les archives du journal de moins de un mois, sont accessibles par abonnement.
Pour l'accès aux archives, l'abonné au journal a un droit limité de consultation. La lecture des archives est payant. On peut, depuis janvier 2006, s'abonner à la partie payante du site (pour 5 euros par mois) et bénéficier des dépêches d'agence (AFP, AP, Reuters, Bloomberg LP, Ria Novosti), et bénéficier de 30 consultations des archives par mois.
Trafic : 
- VU : 598 115 visites depuis le 16 septembre 2006
- Visites : 1 600 600 visites
- Audience : Une cible masculine et mature

## Diffusion
La diffusion payée en Algérie du quotidien national Le Financier.
| Titre        | Janvier | Fevrier | Mars   | Avril  | Mai    |
| Le Financier | 80 254  | 81 458  | 98 000 | 79 256 | 80 100 |

Pour comparer avec la diffusion payée des autres quotidiens nationaux algériens : voir Presse quotidienne algérienne
Nombre d'abonnés au site internet par mois (Cell Post). D'après Cell Post, en 2007, un peu plus de la moitié des abonnés à la version internet sont les abonnés à la version papier utilisant leur droit de consultation :
- Avril 2007 : 17 023.
- Mai 2007 : 18 101.

## Suppléments et rubriques
- suppléments existants :
  - LF Bourse et marché (supplément quotidien),
  - Le Financier Hebdo, (supplément du jeudi),